# Eneloop

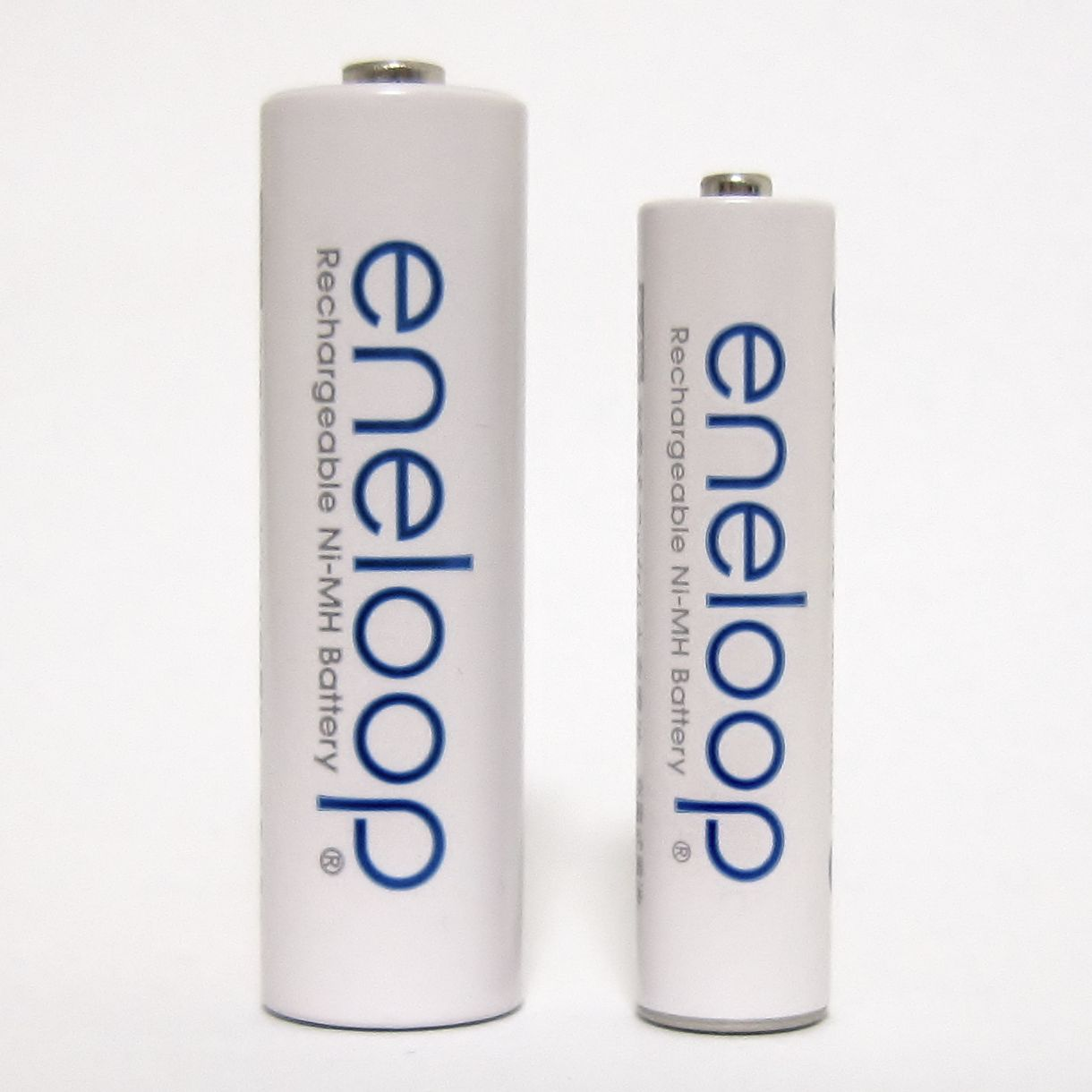
eneloop（左・単3形、右・単4形）

eneloop（エネループ）は、三洋電機が開発、FDK（旧・三洋エナジートワイセル→FDKトワイセル）が製造する、2005年（平成17年）11月14日に発売されたニッケル・水素蓄電池の商品名で、三洋電機の登録商標（日本第4947448号・日本第5062218号）である。また、同商品のコンセプトをベースに2006年（平成18年）以降展開されている商品群「eneloop universe（エネループ ユニバース）」シリーズにつけられたブランドでもある。
なお、三洋電機はパナソニックグループ内の再編に伴い、2012年（平成24年）1月からPanasonicブランドに移行となったが、「eneloop」に関しては2013年（平成25年）4月25日までの間、SANYOブランドのままで継続発売されていた。そして、同年4月26日より発売された新モデルからPanasonicブランドとなり、「充電式EVOLTA」とのデュアルブランドへ移行したが、2023年（令和5年）4月のリニューアルで単1形・単2形やお手軽モデルの「eneloop lite」が復活し、パナソニック製充電式ニッケル水素電池のブランドとして統一化されることとなった。

## 概要

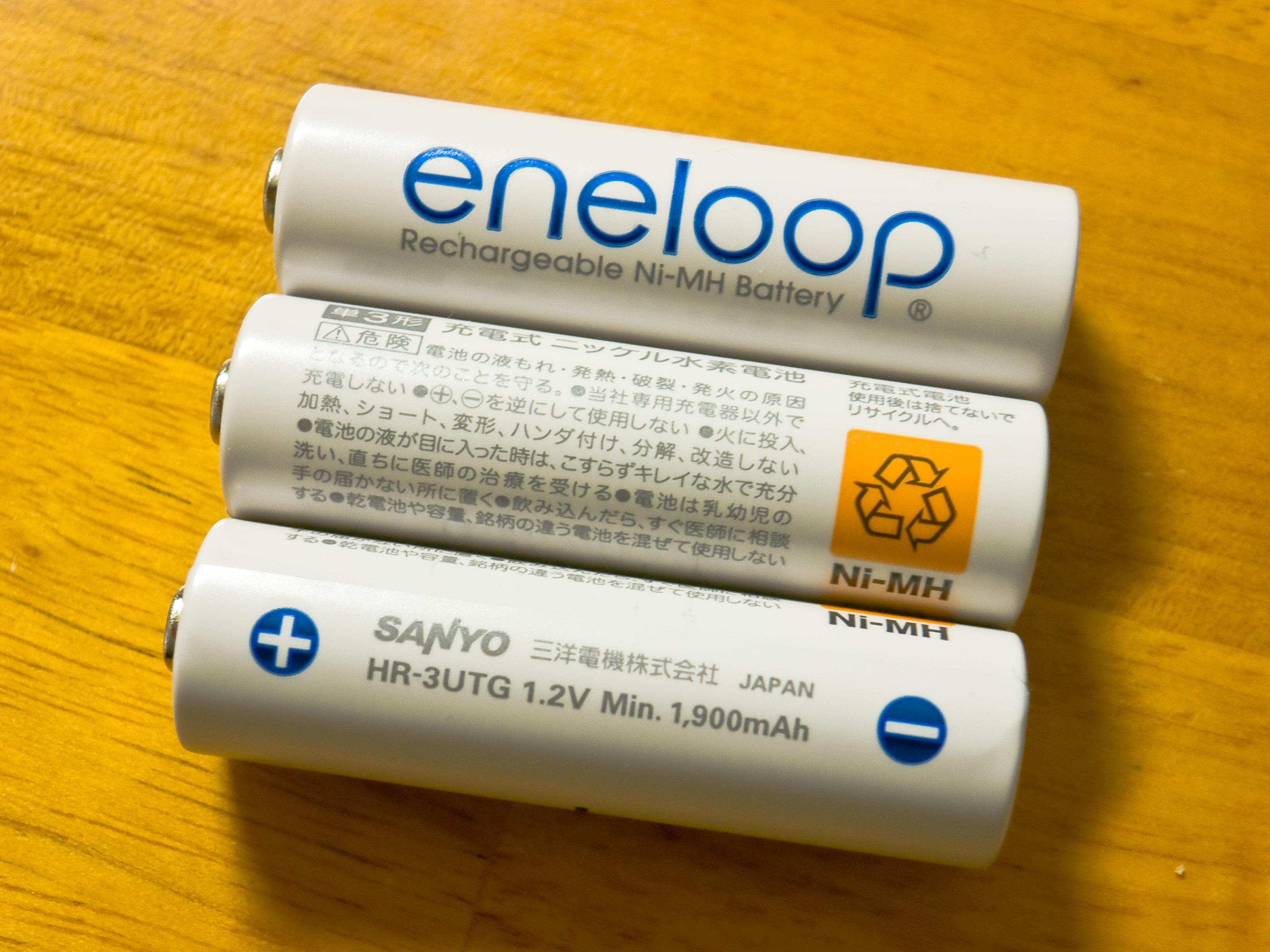
eneloop（単3形）

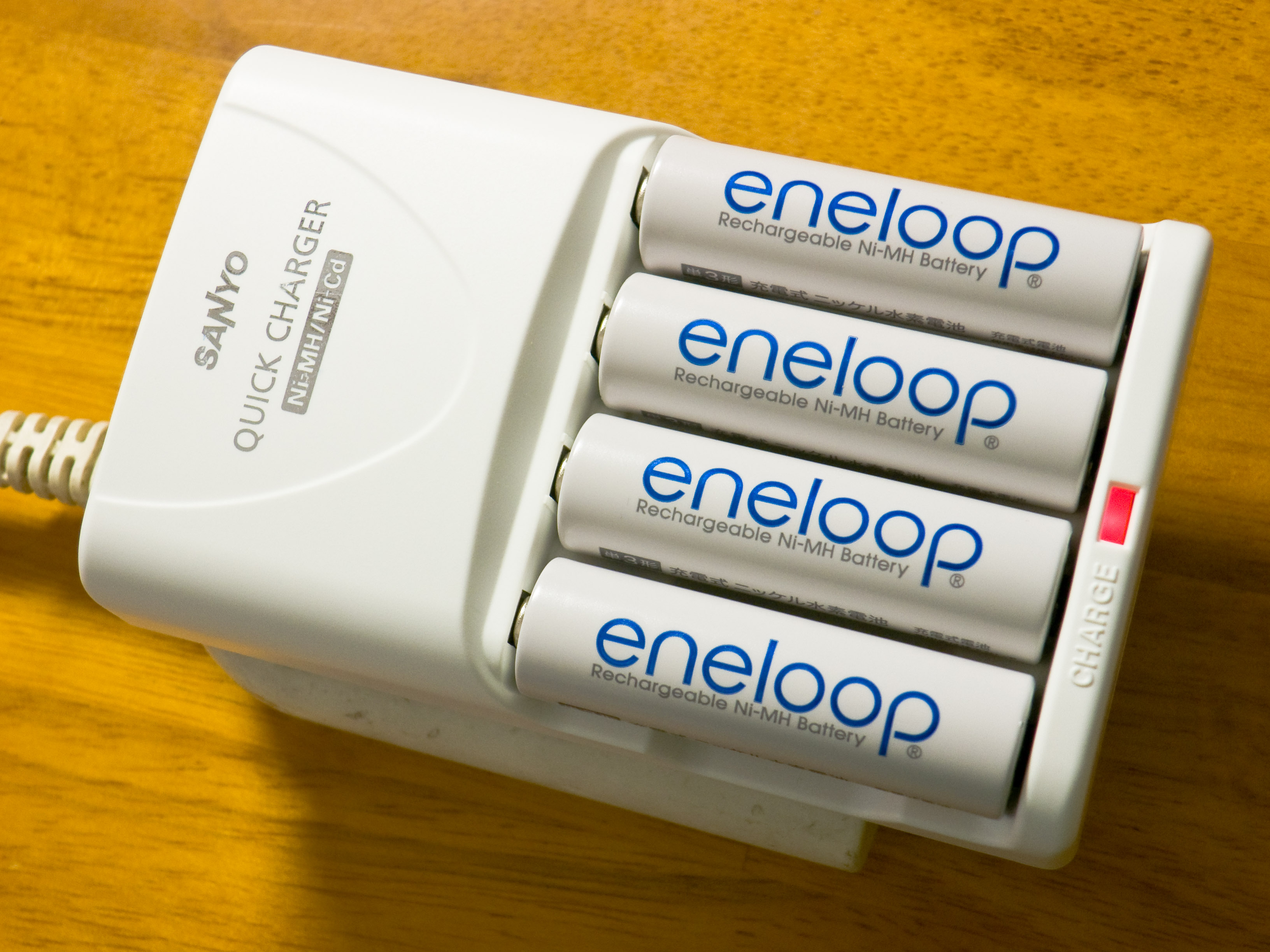
充電中のeneloop（単3形）

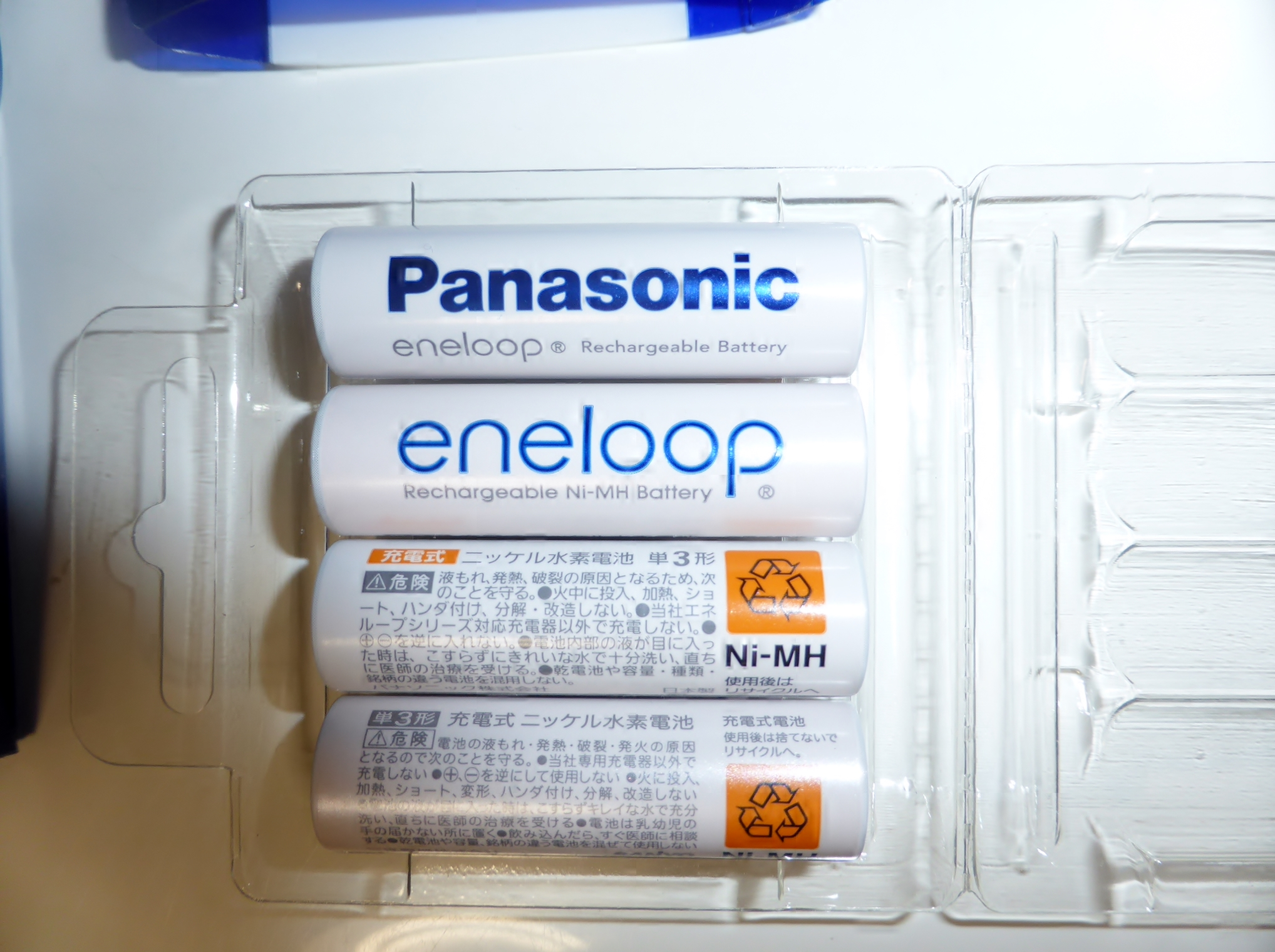
第4世代と第1世代（上二つはラベル、下二つは説明書きを比較したもの。何れも単3）

従来のニッケル・水素蓄電池の、「自然放電が多い（充電した状態で販売することや、あらかじめ充電しておいて時が来たら使う・非常時の電源にすることは現実的でない）」「メモリー効果がある（充電管理に相応の手間がかかる）」といった欠点を改良。自然放電を極力抑え（気温20度で）1年間放置しても約85%の残存率を持ち、負荷電圧を上げることに成功し、メモリー効果を抑えた。
充電された状態で流通し、二次電池でありながらも「買ってすぐ使え、継ぎ足し充電が可能」な電池として、アルカリマンガン乾電池など一次電池に代わる「21世紀の新電池」として発表された。2009年11月14日発売の新製品では、本製品の製造出荷時の充電に太陽光発電による電力を使用しており、グリーン電力証書を取得している。
「使い捨てない電池」という開発コンセプトのもと環境にも配慮しており、外装パッケージは再生PETを使用、電池保管ケースとしても使用できるように考慮されている。また、eneloop lite以外の電池は、製造を日本国内で行う「Made in Japan」製品である。
発売当初は単3形のみで、2006年1月21日に単4形が発売され、単3形から単1・単2形として使用するスペーサーも発売された。
充電器は単品、および電池とのセットで販売されている。以前はコンセントに接続するタイプのみだったが、2007年5月21日にはUSB接続の充電器が発売された。
初期の単3モデルは、これまでの平均的な乾電池と比べると電池外筒の縦寸法が長めに（⇒相対的にプラス電極の突起が短く）設計されていた。もちろん単3形の規格寸法に従って作られていたが、一部の機器が単3形の規格寸法を守っていなかったため、使えない場合もあった。これを受けSANYO は形状変更を実施。このマイナーチェンジ版は、eneloopロゴの後ろに、ブルーまたはグレーの(R)マークが付く。但し海外版については(R)マークを追加しないままマイナーチェンジとなっている。
2009年11月14日、第2世代の製品が発売された（製品型番がHR-*UTGからHR-*UTGAに変更）。充放電可能回数が第1世代の1000回から1500回へ向上した。製品へ王冠の印が加えられた。
2010年6月には「eneloop」よりも低容量にしたことで、充放電可能回数約2,000回と軽量化・充電時間の短縮・低価格を可能にしたエントリーモデル「eneloop lite（エネループ ライト）」を発売。水色ベースのシンプルなデザインとなっており、低価格仕様であるため、電池のみの商品はブリスターパックとなっている。
2011年6月には、新たなラインナップとして、大容量タイプの「eneloop pro（エネループ プロ）」と過昇温防止機能をプラスした「eneloop plus（エネループ プラス）」の2機種を発表。「eneloop pro」は黒（ダーク系メタリック）デザイン、「eneloop plus」は「eneloop」と同じ白デザインだが、ロゴ文字色をシルバー（「eneloop」のロゴ文字色は青）にすることで区別している。同年7月に「eneloop pro」、11月に「eneloop plus」と言う順番で販売された。
2011年11月には、第3世代の製品 (HR-3UTGB/4UTGB) が発売された。自然放電抑制性能を向上したことで満充電をして5年を経過しても約70%のエネルギー保持を実現するとともに、電極材料を改良したことで繰り返し回数が約1,800回に向上した（併せて、「eneloop」付の充電器セットもリニューアルされた）。製品に記載されている王冠の印は、下に線が入っているデザインへ変更された。なお、過昇温防止機能付の「eneloop plus（同年6月発表済、同年11月14日発売）」については第3世代「eneloop」と同仕様にスペックアップの上発売されることとなった。
2012年10月には大容量タイプの「eneloop pro」の第2世代モデルを発売。容量を50mAhアップして2,450mAhとなり、さらに、第3世代「eneloop」や「eneloop plus」で採用されている自然放電抑制技術を採用し電池設計を最適化したことで自然放電抑制性能を向上。高容量タイプながら1年後のエネルギー残存率約85%を実現した。併せて、ワイヤレスマウスなどでの用途に対応した単4形（定格容量は900mAh）を追加設定。充電器付セットもモデルチェンジした。
2013年4月26日、「充電式EVOLTA」と「eneloop」を同時にモデルチェンジ。これにより、「eneloop」はパナソニックブランドとなった。ラインナップは「充電式EVOLTA」とタイプを揃え、「eneloop pro」はハイエンドモデル、「eneloop」はスタンダードモデル、「eneloop lite」はお手軽モデルにそれぞれ位置づけされ、SANYOブランドで発売されていた「eneloop plus」は廃止となった。また、デザインの変更がインターネット上でも物議を醸した。基本色はSANYO製を踏襲するも、「Panasonic」ロゴが大きく中央に描かれ、ブランド名の「eneloop」はその左下に小さく描かれるようになったためである。尚、海外販売製品はこれまで通りeneloopロゴが大きく描かれている。「充電式EVOLTA」と特長を明確にするため、第4世代となる「eneloop (BK-3MCC/4MCC)」は正極材料の改良により、繰り返し使用回数がスタンダードモデルの充電池としては業界最多となる約2,100回に向上。第2世代の「eneloop lite (BK-3LCC/4LCC)」も繰り返し使用回数が向上され、従来品比2.5倍の約5,000回となった。
併せて、単1形・単2形は一旦廃止（パナソニック充電式ニッケル水素電池 (BK-1MGC/1,BK-2MGC/1) に移行）となり、「eneloop」は単3形・単4形のみのラインナップとなった。また、充電器単品、サイズ変換スペーサー、電池ケースなどは「充電式EVOLTA」と共用になり、ブランド名がつかなくなった。
2015年10月にはハイエンドモデルの「eneloop pro」をモデルチェンジし、第4世代に移行 (BK-3HCD/4HCD)。電池の最小容量をアップし、単3形は50mAh増量して2,500mAhに、単4形は30mAh増量して930mAhとなり、単3形は三洋電機製高容量タイプのニッケル水素電池HR-3UGと同容量となった。
2018年9月のリニューアルに伴って、従来ラインナップされていたお手軽モデルの「eneloop lite」が「充電式EVOLTA e」へ統合される形で一旦廃止され、スタンダードモデルの「eneloop」とハイエンドモデルの「eneloop pro」の2種類に集約された。
2019年3月にJISの改正に伴ってくり返し回数の試験条件見直し（充電のタイミングを約60%放電から100%放電に、流れる電気の量を2倍にそれぞれ変更）に伴ってくり返し回数の表記が変更となり、「eneloop」は約2,100回から約600回に、「eneloop pro」は約500回から約150回となった。電池性能そのものの変更はない。
2023年4月のリニューアルでは、スタンダードタイプは外装を包装材量削減のため紙を主体とした「エシカルパッケージ」へ変更するとともに、電池容量が向上され、単3形は100mAh増量して（「充電式EVOLTA」単3形よりも50mAh多い）2,000mAhに、単4形は50mAh増量して（「充電式EVOLTA」単4形よりも20mAh多い）800mAhとなった。「充電式EVOLTA」の特徴であった長持ち性能を電池容量のアップによって実現したことにより、ブランドを「eneloop」へ統一化することとなった。統一化に合わせて、一旦廃止されていたお手軽モデルの「eneloop lite」は「充電式EVOLTA e」に比べて電池容量を向上（単3形:1,000mAh→1,050mAh(旧モデルに比べて100mAh向上)、単4形:650mAh→680mAh(旧モデルに比べて130mAh向上)）して「エシカルパッケージ」を採用、2013年4月のモデルチェンジ時に廃止されていた単1形と単2形はSANYOブランド品（HR-1UTG/2UTG）やMGC品番に比べて電池容量を向上（単1形:5,700mAh→6,000mAh、単2形:3,000mAh→3,200mAh）し、短絡防止機能（万が一ショートが発生しても発熱を抑制する機能）の搭載と低温環境下での性能低下抑制の強化（-20℃での使用が可能）を行う改良の上で復活発売される。なお、ハイエンドモデルの「eneloop pro」は外装を「エシカルパッケージ」へ変更する程度となり、電池容量や品番の変更はない。

### 従来品に対する長所
- 自己放電（自然放電）が抑えられており、充電10年後でも使える（第4世代eneloop）
- 電圧が0.05 V ほど高くメモリー効果が抑えられている（問題なく継ぎ足し充電可能など、メリット多数）[5]
- 充電された状態で販売されており、初回に充電することなく購入後すぐに使用可能
- 長期保管による電圧低下が少ない
- 低温環境下でも性能低下が少ない
- 光触媒抗菌剤を用いた外装ラベル
- 従来の充電池とは一線を画す、白を基調としたデザイン（eneloop 以降の各社の電池デザインに影響を与えた）

## ラインナップ

### eneloop（電池単体、充電器セット等）
2013年4月26日にパナソニックブランドの製品が発売された為、SANYOブランドの全製品は生産終了となり、同時に「充電式EVOLTA」と品番が統一された。

#### 電池単体
2018年9月のリニューアルでは、それ自身が電池ケースを兼ねていたパッケージが廃止され、電池ケースが付属品として同梱されるようになったが、2023年4月に紙パッケージに変更されたことに伴い、電池ケースの同梱が廃止された。
- eneloop 単1形
  - BK-1MCD/1（1本入）
- eneloop 単2形
  - BK-2MCD/1（1本入）
- eneloop 単3形
  - BK-3MCD/2H（2本入）、3MCD/4H（4本入）
- eneloop 単4形
  - BK-4MCD/2H（2本入）、4MCD/4H（4本入）
- eneloop pro 単3形
  - BK-3HCD/2H（2本入）、3HCD/4H（4本入）
- eneloop pro 単4形 
  - BK-4HCD/2H（2本入）、4HCD/4H（4本入）
- eneloop lite 単3形
  - BK-3LCD/2H（2本入）、3LCD/4H（4本入）
- eneloop lite 単4形
  - BK-4LCD/2H（2本入）、4LCD/4H（4本入）

#### 電池・充電器セット
セットになっている充電器は全機種、充電池によって異なる特性に合わせた充電制御を備えているため、従来品の「eneloop」はもちろん「充電式EVOLTA」も充電可能。さらに、乾電池を誤って入れた場合でも自動で検出する乾電池誤充電防止機能を備えるほか、セット品に同梱の充電器には過充電防止機能を備えているためつぎ足し充電も可能。
なお、製造終了済みの三洋電機製充電器・パナソニック製充電器は互換使用による充電（三洋電機製充電器を「充電式EVOLTA」に、パナソニック製充電器を「eneloop」にそれぞれ充電）不可なので使用の際は注意が必要である。パナソニック製充電器で「eneloop」にも充電可能な製品にはパッケージに「eneloop・充電式EVOLTA両対応充電器」の表記がある。
- 単3形エネループ4本付USB入出力付急速充電器セット (K-KJ87MCD40L)
  - 2019年7月発売。「eneloop」および「充電式EVOLTA」を単3単4を問わず最大4本まで同時に充電可能で、残量チェック機能、買い替え目安診断機能、スマートチャージ機能、独立充電LED表示を搭載。その他スマートフォンへの充電が可能（スマートフォンに応じたUSBケーブルが必要）なモバイルバッテリー機能や、付属のアタッチメントの装着によりLEDライトとしても使用可能（モバイルバッテリーやLEDライトとして使う場合に限り、電池の状態を個別に判別・制御する個別制御機能により、単3形であれば乾電池や充電池、容量・種類・銘柄・残量が異なる電池を混合して使用することも可能。この機能は単3形を必ず4本必要とし、単4形では使用不可。）なUSB入出力付急速充電器（BQ-CC87）をセットにした製品。充電池の充電、およびモバイルバッテリーとして使用する際のUSBコード（USB-A - USB-microB）とLEDライトとして使う際に使用するLEDライトアタッチメント（ワイドパワー白色LED）同梱。パソコンのUSBポートはもちろん、USBポート搭載のACアダプター（別売り）やUSBポートつきのコンセントを使用することでコンセントからの充電も可能である。
  - 2023年4月に付属の「eneloop」を第5世代品（BC-3MCD）に変更してモデルチェンジされた。

- 単3形エネループ4本付急速充電器セット (K-KJ85MCD40)
- 単4形エネループ4本付急速充電器セット (K-KJ85MCD04)
  - 2023年4月発売。「eneloop」および「充電式EVOLTA」を単3単4を問わず最大4本まで同時に充電可能で、センシング充電機能（予備充電機能、残量チェック機能、買い替え目安診断機能、スマートチャージ機能、クイック自動診断機能）と独立LEDランプ（3カラーLEDスライドインジケーター）を搭載した海外対応急速充電器（BQ-CC85）をセットにした製品。

- 単3形エネループ4本付充電器セット (K-KJ83MCD40)
- 単4形エネループ4本付充電器セット (K-KJ83MCD04)
  - 2018年9月発売。「eneloop」および「充電式EVOLTA」を単3単4を問わず最大4本まで同時に充電可能で、センシング充電機能（予備充電機能、スマートチャージ機能、クイック自動診断機能）と独立LEDランプ（LEDスライドインジケーター）を搭載した海外対応充電器 (BQ-CC83) をセットした製品。（従来セットされていたBQ-CC53の機能に、センサーによって状態を判別・制御するセンシング充電機能が搭載される）。
  - 2023年4月に付属の「eneloop」を第5世代品（BC-3MCD）に変更してモデルチェンジされた。

### 生産終了品
電池単体の本数の後に記載した括弧内は各製品型番の枝番号で、全世代共通である。

#### 電池単体（第1世代）

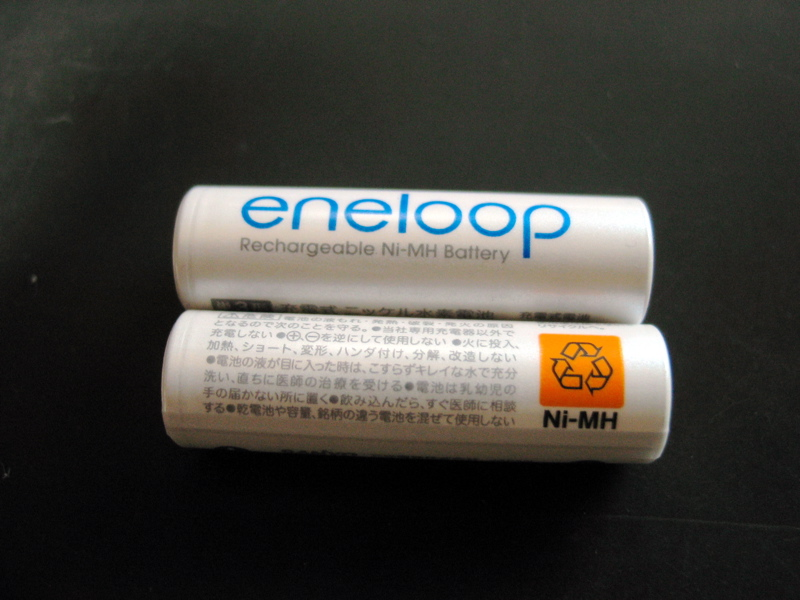
第1世代eneloop（単3形）

- eneloop 単1形 (HR-1UTG)
  - 1本入 (-1BP)
- eneloop 単2形 (HR-2UTG)
  - 1本入 (-1BP)
- eneloop 単3形 (HR-3UTG)
  - 2本入 (-2BP)
  - 4本入 (-4BP)
  - 8本入 (-8BP)
  - 12本入 (-12BP)
- eneloop 単4形 (HR-4UTG)
  - 2本入 (-2BP)
  - 4本入 (-4BP)
  - 8本入 (-8BP)

#### 電池単体（第2世代/pro 第1世代/lite 第1世代）
- eneloop 単3形 (HR-3UTGA)
  - 2本入 (-2BP)
  - 2本入 (-2LP) - 簡易バッテリーチェッカー「eneloopy」付
  - 4本入 (-4BP)
  - 8本入 (-8BP)
  - 8本入 (-8TN) - 専用ケースに入った8色カラーパック「eneloop tones」。10万パックの限定販売だった。限定数満了に伴い販売終了となった。
  - 8本入 (-8SL) - 発売5周年を記念した8色ラメ入りカラーパック「eneloop tones glitter」。数量限定販売。
  - 12本入 (-12BP)
- eneloop 単4形 (HR-4UTGA)
  - 2本入 (-2BP)
  - 4本入 (-4BP)
  - 8本入 (-8BP)
  - 8本入 (-8SL) - 発売5周年を記念した8色ラメ入りカラーパック「eneloop tones glitter」。数量限定販売。
- eneloop lite 単3形 (HR-3UQ)
  - 2本入 (-2BP)
- eneloop lite 単4形 (HR-4UQ)
  - 2本入 (-2BP)
- eneloop pro 単3形 (HR-3UWX)
  - 2本入 (-2BP)
  - 4本入 (-4BP)

#### 電池単体（第3世代/plus/pro 第2世代）
- eneloop 単3形 (HR-3UTGB)
  - 2本入 (-2)
  - 2本入 (-2L) - 簡易バッテリーチェッカー「eneloopy」付
  - 4本入 (-4)
  - 4本入 (-4R) - 女性向けカラーリングモデル「eneloop tones rouge（エネループ トーンズ ルージュ）」4色各1本入（フレッシュピンク・グリッターエフェクト、パープルメタリック・マットエフェクト、ソリッドピンク・グロスエフェクト、マットホワイト・ウィズ・グリッター）、数量限定品。
  - 4本入 (4D) - ディズニーキャラクターモデル。4デザイン各1本入
  - 8本入 (-8)
  - 8本入 (-8C) - 発売6周年・グローバル出荷本数2億本達成モデル「eneloop tones chocolat（エネループ トーンズ ショコラ）」8色パック（シャンパン・キュラソー・オレンジピール・ショコラ・カフェモカ・カフェオレ・ブラン・グリーンティ）、限定品。
  - 8本入 (-8U) - 男性向けカラーリングモデル「eneloop tones uomo（エネループ トーンズ ウォモ）」4色各2本入（ダークグレーメタリック、オニキスブラック、ロイヤルパープルメタリック、シルバーメタリック・チェック）、数量限定品。
  - 8本入 (-8R) - 女性向けカラーリングモデル「eneloop tones rouge（エネループ トーンズ ルージュ）」4色各2本入（フレッシュピンク・グリッターエフェクト、パープルメタリック・マットエフェクト、ソリッドピンク・グロスエフェクト、マットホワイト・ウィズ・グリッター）、数量限定品。
  - 8本入 (8D) - ディズニーキャラクターモデル。4デザイン各2本入
  - 8本入 (8DL) - ディズニー110周年限定モデル（10万パック限定販売）。LoveLoveミッキーシリーズのキャラクターが描かれた白の「eneloop」7種とハートが描かれた赤の「eneloop」の8種セット
  - 8本入 (8D2) - ディズニー110周年限定モデル第2弾（2万パック限定販売）。レトロディズニーデザインの「eneloop」8種セット
  - 12本入 (-12)
- eneloop 単4形 (HR-4UTGB)
  - 2本入 (-2)
  - 4本入 (-4)
  - 4本入 (-4R) - 女性向けカラーリングモデル「eneloop tones rouge（エネループ トーンズ ルージュ）」4色各1本入（フレッシュピンク・グリッターエフェクト、パープルメタリック・マットエフェクト、ソリッドピンク・グロスエフェクト、マットホワイト・ウィズ・グリッター）、数量限定品。
  - 4本入 (4D) - ディズニーキャラクターモデル。4デザイン各1本入
  - 8本入 (-8)
  - 8本入 (-8C) - 発売6周年・グローバル出荷本数2億本達成モデル「eneloop tones chocolat（エネループ トーンズ ショコラ）」8色パック（シャンパン・キュラソー・オレンジピール・ショコラ・カフェモカ・カフェオレ・ブラン・グリーンティ）、限定品。
  - 8本入 (-8U) - 男性向けカラーリングモデル「eneloop tones uomo（エネループ トーンズ ウォモ）」4色各2本入（ダークグレーメタリック、オニキスブラック、ロイヤルパープルメタリック、シルバーメタリック・チェック）、数量限定品。
  - 8本入 (-8R) - 女性向けカラーリングモデル「eneloop tones rouge（エネループ トーンズ ルージュ）」4色各2本入（フレッシュピンク・グリッターエフェクト、パープルメタリック・マットエフェクト、ソリッドピンク・グロスエフェクト、マットホワイト・ウィズ・グリッター）、数量限定品。
  - 8本入 (8D) - ディズニーキャラクターモデル。4デザイン各2本入
- eneloop plus 単3形 (HR-3UPT) 
  - 2本入 (-2BP)
  - 4本入 (-4BP)
- eneloop pro 単3形 (HR-3UWXB)
  - 2本入 (-2)
  - 4本入 (-4)
- eneloop pro 単4形 (HR-4UWXB)
  - 2本入 (-2)
  - 4本入 (-4)

#### 電池単体（第4世代/pro 第3世代/light 第2世代）
- eneloop 単3形 (BK-3MCC)
  - 2本入 (/2)
  - 2本入 (/2C) - 電池ケース付
  - 4本入 (/4)
  - 4本入 (/4C) - 電池ケース付
  - 4本入 (/4GL) - 数量限定モデル「トーンズ グラマラス」（4種類各1本入）
  - 8本入 (/8)
  - 8本入 (/8C) - 電池ケース付、一部販売店限定の為、パナソニックの製品情報ページには掲載されなかった。
  - 8本入 (/8GL) - 数量限定モデル「トーンズ グラマラス」（4種類各2本入）
  - 8本入 (/8F) - 数量限定モデル「トーンズ フォレスト」（4種類各2本入）
  - 8本入 (/8TN) - 数量限定モデル「トーンズ」（8種類各1本入）。三洋電機時代に発売された第2世代ベースのHR-3UTGA-8TN以来となる復活で、第4世代品ベースとなり、クレヨンをモチーフとしたカラー展開となった。
  - 12本入 (/12)
- eneloop 単4形 (BK-4MCC)
  - 2本入 (/2)
  - 2本入 (/2C) - 電池ケース付
  - 4本入 (/4)
  - 4本入 (/4C) - 電池ケース付
  - 4本入 (/4GL) - 数量限定モデル「トーンズ グラマラス」（4種類各1本入）
  - 8本入 (/8)
  - 8本入 (/8C) - 電池ケース付、一部販売店限定の為、パナソニックの製品情報ページには掲載されなかった。
  - 8本入 (/8GL) - 数量限定モデル「トーンズ グラマラス」（4種類各2本入）
  - 8本入 (/8F) - 数量限定モデル「トーンズ フォレスト」（4種類各2本入）
  - 8本入 (/8TN) - 数量限定モデル「トーンズ」（8種類各1本入り）。三洋電機時代に発売された第2世代ベースのHR-4UTGA-8TN以来となる復活発売。第4世代品ベースとなり、クレヨンをモチーフとしたカラー展開が行われた。
- eneloop 限定品 (BK-KJMCC)
  - 単3形8本+単4形2本入 (/82) - BK-3MCC/8に単4形2本を追加した数量限定品
  - 単4形8本+単3形2本入 (/28) - BK-4MCC/8に単3形2本を追加した数量限定品
- eneloop lite 単3形 (BK-3LCC)
  - 2本入 (/2)
- eneloop lite 単4形 (BK-4LCC)
  - 2本入 (/2)
- eneloop pro 単3形 (BK-3HCC)
  - 2本入 (/2)
  - 4本入 (/4)
  - 8本入 (/8)
- eneloop pro 単4形 (BK-4HCC)
  - 2本入 (/2)
  - 4本入 (/4)

#### 電池単体（pro 第4世代）
- eneloop pro 単3形 (BK-3HCD)
  - 2本入 (/2)
  - 2本入 (/2C) - リニューアルに伴って廃止されいていたが、2021年10月に電池ケース付で再発売された。
  - 4本入 (/4)
  - 4本入 (/4C) - 電池ケース付
  - 8本入 (/8)
- eneloop pro 単4形 (BK-4HCD)
  - 2本入 (/2)
  - 2本入 (/2C) - リニューアルに伴って廃止されいていたが、2021年10月に電池ケース付で再発売された。
  - 4本入 (/4)
  - 4本入 (/4C) - 電池ケース付

#### 充電器単体
- 単3形・単4形対応残量チェック機能付急速充電器 (NC-TGR03) - リフレッシュ機能付
- 単3形・単4形対応2倍速・3倍速対応急速充電器 (NC-TGR01)
- 単3形・単4形対応急速充電器 (NC-TGR02)
- 単3形・単4形対応充電器 (NC-TGN01)
- 単3形・単4形対応充電器 (NC-TGL01)
- 単3形・単4形対応充電器 (NC-TG1) - eneloopのテレビCMに登場
- ユニバーサル充電器 (NC-TGU01)

#### eneloop 対応品
以下はeneloopブランドではないが、充電に対応している。一部は後述するセットにも含まれた。セットではeneloopブランド扱い。
- リフレッシュ機能付き急速充電器 (NC-MR58) - リフレッシュ機能付
- 急速充電器 (NC-M58)
- 超急速充電器 (NC-M60) - ニッケル水素充電池トワイセル2,000mAh (HR-3UA) 1本または2本を64分で充電可能
- 単3形・単4形対応充電器 (NC-M47)
- 単3形・単4形対応急速充電器 (NC-MDR02) - eneloopのテレビCMに登場

#### 電池・充電器セット（第1世代品同梱）
- 単3形エネループ4個付残容量チェック機能付急速充電器セット (N-MR58TGS)
- 単3形エネループ4個付 [倍速] 急速充電器セット (N-M58TGS)
- 単3形エネループ2個付急速充電器セット (N-MDR02S)
- 単4形エネループ2個付急速充電器セット (N-MDR0204S)
- 単3形エネループ4個付充電器セット (N-TG1S)
- 単3形エネループ2個・単4形エネループ2個付充電器セット (N-TG104S)
- 単3形エネループプロ4個付2倍速・3倍速対応急速充電器セット (N-TGR01WS) ※充電器 (N-TGR01) は「eneloop pro」に合わせてブラックとなる。
- 電池・スペーサー付充電器セット (N-TG6SET)
- USB専用充電器セット (N-MDU01S)

#### 電池・充電器セット（第2世代品/lite 第1世代同梱）
- 単3形エネループ4個付残量チェック機能付急速充電器セット (N-TGR03AS) - リフレッシュ機能付
- 単3形エネループ4個付2倍速・3倍速対応急速充電器セット (N-TGR01AS)
- 単4形エネループ4個付2倍速・3倍速対応急速充電器セット (N-TGR0104AS)
- 単3形エネループ2個付急速充電器セット (N-TGR02AS)
- エネルーピー付急速充電器セット (N-TGR02ALPS) - N-TGR02ASに簡易バッテリーチェッカー「eneloopy」を追加したセット品。
- 単4形エネループ2個付急速充電器セット (N-TGR0204AS)
- 単3形エネループ4個付充電器セット (N-TGN01AS)
- 単3形エネループ2個、単4形エネループ2個付充電器セット (N-TGN0104AS)
- 電池・スペーサー付充電器セット (N-TGN01-6ASET)
- 単3形エネループ2個付イルミネーション充電器セット (N-TGC01AS)
- 単3形エネループ2個付USB専用充電器セット (N-MDU01AS)

#### 電池・充電器セット（第3世代品/plus/pro 第2世代品同梱）
- 単3形エネループ4個付残量チェック機能付急速充電器セット (N-TGR03BS) - リフレッシュ機能付
- 単3形エネループ4個付2倍速・3倍速対応急速充電器セット (N-TGR01BS)
- 単4形エネループ4個付2倍速・3倍速対応急速充電器セット (N-TGR0104BS)
- 単3形エネループ2個付急速充電器セット (N-TGR02BS)
- エネルーピー付単3形エネループ2個付急速充電器セット (N-TGR02BLPS) ※N-TGR02BSに簡易バッテリーチェッカー「eneloopy」を同梱した製品
- 単4形エネループ2個付急速充電器セット (N-TGR0204BS)
- 単3形エネループ4個付充電器セット (N-TGN01BS)
- 単3形エネループ2個、単4形エネループ2個付充電器セット (N-TGN0104BS)
- 単3形エネループトーンズショコラ4個付2倍速・3倍速対応急速充電器セット (BC-KJR01C34) - 「eneloop tones chocolat」のうち、ショコラとシャンパンを各2個ずつ計4個をセット。充電器も「eneloop pro」の充電器セット品と同じブラックとなる。限定品。
- 単3形エネループライト2個付充電器セット (N-TGL01QS)
- 単4形エネループライト2個付充電器セット (N-TGL0104QS)
- 単3形エネループプロ4個付2倍速・3倍速対応急速充電器セット (BC-KJR1WB40) ※充電器 (NC-TGR01) は「eneloop pro」に合わせてブラックとなる。
- 単3形エネループプラス4個付充電器セット (N-TGN01PS)
- ディズニーキャラクターモデル 単3形エネループ4個付2倍速・3倍速対応急速充電器セット (BC-KJR01D40) - ディズニーキャラクターモデルのHR-3UTGB4Dと充電器 (NC-TGR01-K) のセット品。充電器は「eneloop pro」の充電器セット品と同じくブラックになり、さらに、ミッキーマウスとミニーマウスのシルエットが描かれた専用仕様となる。
- 電池・スペーサー付充電器セット (N-TGN016BST) - 充電器 (N-TGN01)、電池（単3形4本・単4形2本）、スペーサー（単1サイズ・単2サイズ各2個）がすべて入ったフルセット
- 単3形エネループ2個付イルミネーション充電器セット (N-TGC01BS)
- 単3形エネループ2個付USB専用充電器セット (N-MDU01BS)

#### 電池・充電器セット（第4世代品/pro 第3世代品/lite 第2世代品同梱）
- 単3形エネループ4本付急速充電器セット (K-KJ11MCC40)
- 単3形エネループ4本付急速充電器セット (K-KJ21MCC40)
- 単4形エネループ4本付急速充電器セット (K-KJ21MCC04)
- エネループ トーンズ フォレスト 単3形 急速充電器セット (K-KJ21MCC40F) - K-KJ21MCC40をベースに、付属する電池を「エネループ トーンズ フォレスト」に差し替え、充電器のカラーを変更した限定セット。
- エネループ トーンズ フォレスト 単4形 急速充電器セット (K-KJ21MCC04F) - K-KJ21MCC04をベースに、付属する電池を「エネループ トーンズ フォレスト」に差し替え、充電器のカラーを変更した限定セット。
- 単3形エネループ4本付充電器セット (K-KJ22MCC40)
- 単3形・単4形エネループ2本付充電器セット (K-KJ22MCC22)
- エネループ ファミリーセット (K-KJ22MCC42S) - K-KJ22MCC40のセット内容に、単4形「eneloop」2本、単3形充電式電池用 サイズ変換スペーサー（単1サイズ (BQ-BS1)、単2サイズ (BQ-BS2) 各2個）を追加したフルセット製品。
- 単3形エネループ2本付急速充電器セット (K-KJ23MCC20)
- 単4形エネループ2本付急速充電器セット (K-KJ23MCC02)
- 単3形エネループ4本付充電器セット (K-KJ53MCC40)
- 単4形エネループ4本付充電器セット (K-KJ53MCC04)
- エネループ ファミリーセット (K-KJ53MCC42S) - K-KJ53MCC40のセット内容に、単4形「eneloop」2本、単3形充電式電池用 サイズ変換スペーサー（単1サイズ (BQ-BS1)、単2サイズ (BQ-BS2) 各2個）を追加したフルセット製品。
- 単3形エネループ4本付急速充電器セット (K-KJ55MCC40)
- 単4形エネループ4本付急速充電器セット (K-KJ55MCC04)
- 単3形エネループ4本付USB出力付急速充電器セット (K-KJ57MCC40)
- 単3形エネループ4本付USB入力充電器セット (K-KJ61MCC40)
- 単3形エネループ4本付充電器セット (K-KJ83MCC40)
- 単4形エネループ4本付充電器セット (K-KJ83MCC04)
- 単3形エネループ4本付急速充電器セット (K-KJ85MCC40)
- 単4形エネループ4本付急速充電器セット (K-KJ85MCC04)
- 単3形エネループ4本付USB入出力付急速充電器セット (K-KJ87MCC40L)
- 単3形エネループ2本付急速充電器セット (K-KJ24LCC20)
- 単4形エネループ2本付急速充電器セット (K-KJ24LCC02)
- 単3形エネループ2本付急速充電器セット (K-KJ52LCC20)
- 単4形エネループ2本付急速充電器セット (K-KJ52LCC02)
- 単3形エネループ4本付急速充電器セット (K-KJ21HCC40) - 「eneloop pro」の電池・充電器セットのため、充電器（BQ-CC21）は電池本体に合わせてセット品限定カラーのブラックとなる。

#### 電池・充電器セット（pro 第4世代品同梱）
- 単3形エネループ4本付急速充電器セット (K-KJ55HCD40)　- 「eneloop pro」の電池・充電器セットのため、充電器（BQ-CC55）は電池本体に合わせてセット品限定カラーのブラックとなる。

#### スペーサー
- 単1サイズ対応2本入 (NCS-TG1-2BP) 
  - 単1サイズ対応スペーサーは「eneloop pro (HR-3UWX)」とHR-3UGには使用不可なので注意が必要（電池の直径がほかの三洋製電池よりも少し大きいため）。
- 単2サイズ対応2本入 (NCS-TG2-2BP)

#### ケース
- 単3形・単4形ニッケル水素電池専用充電機能付キャリングケースセット (N-WL01S) - 普段は「eneloop」シリーズを収納できるキャリングケースとして使用できるが、ワイヤレス充電の国際規格である「Qi（チー）」に対応しており、「Qi（チー）」に対応した充電用パッドに置くだけで無接点充電が可能（親会社のパナソニックが発売する無接点充電パッド (QE-TM101-W) はもちろんのこと、「Qi（チー）」に対応している無接点充電パッドであればメーカーや機種を問わず使用可能）。カラーはブラックとホワイトの2色で、単3形「eneloop」2本が同梱される。
- 単3形・単4形対応電池ケース (HR-CASE) - 持ち運びや保管時に傷や外部短絡から守るキャリングケース。単3形なら最大4本まで、単4形なら最大5本まで収納可能。

#### ゲーム機用
三洋はかつてTOY CELLという任天堂ライセンス品の玩具向け充電乾電池を発売したことがあり、その後継として、WiiやニンテンドーDS向けに任天堂ライセンス品の充電池を発売していたが、2012年に製造を終了した。
Wiiリモコン専用無接点充電セット (N-WR01S/WR03S)
任天堂ライセンスを取得したWiiリモコン専用充電池。充電式電池パックは充電池と蓋の一体型となっている。無接点充電方式を採用しており、充電式電池パックやWiiリモコンジャケットをWiiリモコンから取り外さずに急速充電（約220分）が可能である。
N-WR01SはAC充電専用で、付属のACアダプター1台でWiiリモコンを最大4台まで連結充電させることが出来る。ただしN-WR01SはWiiモーションプラス装着時では物理的に合わないため、Wiiモーションプラスは外す必要がある。一方のN-WR03SはUSB充電専用で、Wii本体にあるUSB端子を利用する。また、付属の2ch専用スタンドはWiiリモコン2個をまとめて充電できる他、Wiiモーションプラスを装着したWiiリモコンにもそのまま充電することが出来る。付属のアタッチメントを使えばWiiモーションプラスが装着されていないWiiリモコンにも充電できる。
N-WR01Sには充電スタンド1台、充電式電池パック1個が同梱されている。付属のACアダプター1個で最大4台まで連結充電できるため、充電スタンド (NC-WR01DC) と充電式電池パック（NC-WR01BA、リモコン色にあわせ白と黒の2色展開）はそれぞれ単品でも発売されている。また、ACアダプター (NC-WR01AD-JU) も単品で発売されている。Wiiリモコンのプレイ中に予備の充電式電池パックを充電できるように、専用の電池パックアダプター (NC-WR01AT) も発売されている。
両機種共、2010年11月11日より発売を開始したWiiリモコンプラス（Wiiモーションプラス内蔵型Wiiリモコン）にも対応。N-WR03SはWiiモーションプラス未装着状態の時と同じように、付属のアタッチメントを使用する。
eneloop stick booster ニンテンドーDS Lite/DSi/DSi LL専用充電アダプタ (KBC-DS2AS/DS3AS)
任天堂ライセンスを取得したニンテンドーDS専用充電アダプタ。形状は「eneloop stick booster」と同型だが、キャップ一体型の専用充電コードを採用しており、コードをニンテンドーDS本体に直接差し込むだけで補充電することが出来る。単3型の「eneloop」を採用しているため、充電して繰り返し使え、使えなくなっても電池交換が可能である。ただし、出力専用の為「eneloop」用の充電器が別途必要。DS Lite専用のKBC-DS2ASとDSi及びDSi LL専用のKBC-DS3ASの2種類が用意されている（尚、ニンテンドー3DSには使用不可）。

### eneloop universe
eneloop universeとは、eneloopのコンセプトを発展的に反映・展開した商品群のことである。これらは2007年度のグッドデザイン賞大賞（内閣総理大臣賞）を受賞した。2012年3月をもって日本国内における「SANYO」商標の公式終了を受け、「eneloop universe」はラインナップが徐々に整理され、「eneloop」そのもののフルモデルチェンジに伴って全製品の販売を終了した。ただし、一部の製品は「Panasonic」にブランド変更（もちろん「eneloop」ブランドを使用しなくなった）し、性能を向上して現在も発売されている。
製品名の末尾の◆印は、市販eneloop対応（出力対応も含む）、◇印は発熱機能によるマイコンメーター（過熱防止機能）搭載、◎印は自社開発の高効率ソーラーパネル「HIT太陽電池」搭載を指す。
eneloop lamp（エネループ ランプ）◆
充電式インテリアライト。2009年9月発売。コードレスで使用でき、インテリアライト（強弱切替可能）、ブルーライト（連続点灯/明滅点灯切替可能）そして、本体を90度以上傾くと加速度センサーの働きでフラッシュライトとなり懐中電灯としても使用できる3way方式。美しさと機能性を融合した一輪挿しのデザインとしている。また、置くだけで充電できる無接点充電方式を採用しており、市販の単3形eneloopを使用するため、使えなくなっても電池交換ができる。
eneloop air fresher（エネループ エアーフレッシャー）
ポータブル空気清浄器。2008年2月発売。電解水により空気中のウィルスや浮遊菌を抑制する独自の「virus washer（ウィルスウォッシャー）機能」を取り入れ、かつ自動車内などでも使用できるよう小型化されている。内蔵充電式電池・AC電源・シガーライターソケットの3つの電源に対応している。当初は「マシュマロホワイト」の1色展開だったが、同年12月には新色の「チョコレートブラック」を追加。
eneloop kairo（エネループ カイロ）◇（両面発熱型（SLシリーズ）は◆◇）
充電式カイロ。初代モデルは2006年12月1日に発売。リチウムイオン電池を内蔵しており、約500回繰り返して使用できる。約41℃の「弱」モードと、約43℃の「強」モードの2段階で温度を切り替えでき、「弱」で約6時間、「強」で約5時間の使用が可能。充電は付属のACアダプタを使用し、約5時間で完了する。
2007年9月には2代目モデルとなる「2007年Version (KIR-S2S)」を発売。従来のホワイトに加え、ブラックとピンクを追加。このほか、充電時間を約3時間に短縮し、「弱」モードでの使用時間を約7時間に延長。さらに4段階の電池残量表示機能を追加した。
2008年9月には3代目モデルとなる「2008年Version (KIR-S3S)」及び専用アルミケースを採用した新モデル (KIR-SL1S) を発売。SL1SはPLCヒーターを2個内蔵したことで両面発熱を可能にし、市販のeneloop単3形2個を使用する形式に変更。新たに急速に温める「ターボ」モードも追加された。単3形専用の充電器としても使用できる。また、S3Sは2007年VersionのS2Sの基本機能はそのままに、新たに本体の傷つきを防止する布製の専用カバーが付いた（SL1Sも専用のカバーが付いている）。
2009年9月には4代目たまご型モデルKIR-SE1Sと2代目両面発熱型モデルKIR-SL2Sを追加。SE1Sにはイエローを、SL2Sにはピンクとシャンパンゴールドを加え、カラーバリエーションが広がった。
2010年10月には既存のたまご型モデルKIR-S3Sの2個入り仕様 (KIR-S3SET) を新たに設定。ホワイト&ブラック、ホワイト&ピンク、ブラック&ピンクの3パターンから選べる。
eneloop anka（エネループ アンカ）◆
充電式ポータブルウォーマー。水を使用しない湯たんぽで、主にあんかとして使用できる。また過熱防止装置付きにより幅広い年齢層に使用ができる。なお、生活防水仕様（IPX4相当）となっている。
2008年9月には第2世代の「2008年Version (KIR-S5S)」を発売。基本性能はそのままに、「強」モードは約8時間→約9時間、「弱」モードが約10時間→約12時間と使用時間が延長された。
eneloop soft warmer（エネループ ソフトウォーマー）◇
充電式ひざ掛け。コードレスのため、外出時でも使用できるようになっている。カバーの素材により合成皮革タイプ (ENW-SW1S) とフリースタイプ (ENW-SW2S) の2種類がある。
2009年9月には「2009年Version (ENW-SW3S)」を発売。本体をサイズアップすると共に、本体とヒーター部分を一体化。持ち運ぶための留めベルトも付いている。
eneloop neck warmer（エネループ ネックウォーマー）
充電式ネックウォーマー。スキー等のウィンタースポーツや自転車・バイク通勤に最適なコードレスタイプ。アウターはフリーサイズで、付属のサイズ調整ベルトで首まわりのサイズ調整が可能。ヒーターや電源部は取り外しができ、アウターは手洗いもできる。ヒーターはPTC機能を有する薄型タイプを採用。なお、電源部は「eneloop portable solor」と同じ型の「eneloop mobile booster」であるため、シーズンオフ時はモバイル機器の充電が可能。本製品は「NHKニュース おはよう日本」内の「まちかど情報室」で紹介された。
なお、初代モデルは好評に付き完売となったため、2010年10月に「2010年Version (ENW-NW2S)」を新たに発売。カラーラインナップをアイボリーとブラックのスタンダードカラーに変更。さらに、着脱を容易にするため、ファスナーの開きを大きくすると共に、フリース素材を裏地にも採用し温感をアップした。
2011年10月には機能をそのままに、カラーをダークネイビーに変更した「2011年Version (ENW-NW2S-DL)」を発売した。
eneloop waist warmar（エネループ ウエストウォーマー）
充電式ウエストウォーマー。2010年10月発売。カーボンと特殊樹脂で構成された薄型フィルムヒーターを採用しており、衣類の下に着用しても目立ちにくく、コードレスである。ベルトサイズはMサイズとLサイズの2種類を設定。電源部・ヒーター部は取り外しができるため、ベルト部を手洗いあるいは洗濯機のデリケートコースで洗うことができる。また、電源部は既存の「eneloop portable solor」や「eneloop neck warmer」と同じく、「eneloop mobile booster (KBC-L3A)」であるため、単体でもモバイル機器への緊急充電器として使用可能。電池寿命が来ても電源部のみを買い替えられる。
2011年10月には腰やおなかを効率よく温めるように遠赤外線素材を採用し、身体へのフィット感を高めるため、ベルト部をストレッチ素材に変更。さらに、同梱の「eneloop mobile booster」を電池容量をアップしたKBC-L2Bに変更し、最大約7時間の連続使用を可能にした「2011年Version (ENW-WW2S-M/WW2S-L)」を発売した。
eneloopy（エネルーピー）◆
犬の形をしたeneloop専用の電池チェッカー。電池の残量に問題がなければ犬の鼻の部分がグリーンに光る仕組み。2006年12月からノベルティとして作られており市販はされていなかったが、グローバル生産本数1億個の達成を記念し、2009年11月に簡易バッテリーチェッカーとして商品化された。製品版では電池残量により犬の鼻のLED発光色が4段階で確認できるようになり、また、付属の「えさ箱」を装着することで単4型の残量も確認できるようになった。電池を取り出す際には付属の「骨パーツ」を使用する。単体での販売は無く、単3形2個入 (HR-3UTGA-2LP) 又は単3形2個付き単3形・単4形兼用急速充電器セット (N-TGR02ALPS) に同梱される。
第3世代「eneloop」の発売に伴い、「eneloopy」同梱製品も2011年12月にモデルチェンジされた (HR-3UTGB-2L、N-TGR02BLPS)。その後、「eneloop」のフルモデルチェンジに伴って2013年4月をもって生産を終了した。
eneloop solar charger（エネループ ソーラーチャージャー）◆◎
ソーラー充電器。2006年11月21日発売。もともとeneloopは環境に配慮する設計だが、従来の充電式電池同様にコンセントから充電する方法では、乾電池の廃棄量や電池の原材料を減少・節約するのみで、電池や電気生産時のエネルギー資源の節減までには至らない。商品コンセプトをより具現化するための商品とも言える。発売当初は注文販売方式だったが、現在はインターネットショッピングサイトなどで購入できる。なお、リチウムイオン電池が内蔵されており、時間や場所を問わず充電することができるが、約6日間程度太陽光に当てる必要がある。また、USB出力端子を備えており、外部機器への充電もできる。第2世代eneloopの発売に伴い、付属の単3形eneloopを第2世代に変更した新モデルN-SC1ASが発売された。その後、同梱のeneloopを第3世代品に変更したが、生産終了となった。
eneloop solar light（エネループ ソーラーライト）◆◎
USB出力付ソーラーライト。太陽エネルギーを内蔵の充電池に蓄え、レジャーや災害時など、AC電源の無い場所でもモバイル機器へ充電できるUSB出力端子を備えるほか、小型照明として使える高輝度LEDパネルライト（3段階切替可能）と懐中電灯として使えるLEDビームライトの2種類のLEDライトを搭載。専用ストラップでLEDパネルライトの吊り下げやLEDビームライトの肩掛けも可能。万一の時にパネルライトを発光・点滅して非常時にも役立つ非常信号発行機能を搭載しており、IPX4相当の生活防水機能も備える。
eneloop portable solor（エネループ ポータブルソーラー）◎
自社開発の高効率ソーラーパネル「HIT太陽電池」を搭載したポータブルソーラーセット。持ち運びができるコンパクトサイズでどこでも使用可能。また、「eneloop mobile booster (KBC-L3A)」が同梱されており、ソーラーパネルで発電してモバイルブースターに充電させ、満充電状態になったモバイルブースターをモバイル機器に充電させることができる。本体にはメッシュポケットが付いており、モバイルブースターやモバイル機器などを入れて一緒に持ち運ぶこともできる。シングルタイプのSSL-SBSL3ASと、折りたたみ式ダブルタイプのSSL-SBWL3ASの2タイプがある。
eneloop mobile booster（エネループ モバイルブースター）（KBC-E1ASのみ◆）
USB出力付充電器・リチウムイオンバッテリー。「モバブー」という略称で呼ぶユーザーもいる。またこの商品がもとでこの商品以外でUSBなどで出力するリチウムイオン充電池式充電器も「モバイルブースター」と呼ばれるようになった。USBポート出力を備え、緊急時にモバイル機器等への充電が可能である。タイプは3種類あり、単3形eneloopを使うKBC-E1S、リチウムイオン電池内蔵の大容量タイプKBC-L2S、同じくリチウムイオン電池内蔵のコンパクトタイプKBC-L3Sがある。
2009年にE1S/L2S/L3Sの後継モデルE1AS/L2AS/L3ASを発売。新たにUSB出力時のON-OFF切替機能と電池残量表示機能を搭載した。
2010年10月には機器への充電電流をコントロールすると共に、出力電流をL2ASの2倍にあたる1Aに高め、iPadやXperia（Xperiaには付属のマイクロUSB用アタッチメントを使用）への安定充電を可能にすると共に、USB端子を2口装備し、500mA出力時は2つのモバイル機器への同時充電を可能にした新機種L2BSを発売した。
2011年9月には高機能化するスマートフォンやタブレット端末にも効率よく且つ長時間出力できるように2700mAh (L27D) /5400mAh (L54D) に高容量化するとともに、1A (L27D) /1.5A (L54D) の高出力も実現した新モデルL27D/L54Dを発売した。また、単3形同梱タイプも同年11月にモデルチェンジし、第3世代「eneloop」を同梱したE1ADSを発売した。なお、この世代からモバイルブースターをUSB充電するための端子がミニUSBからマイクロUSBとなり、スマートフォンやタブレットの接続および充電用ケーブルと兼用できるようになった。
生産終了後、2012年5月にパナソニックからUSBモバイル電源が発売され、KBC-L27D後継のQE-QL101とKBC-L54D後継のQE-QL201が設定された。異なるのは「Panasonic」ロゴと品番名が明記されたことと、USB対応LEDライトが新たに搭載された点である。
2013年6月にはQE-QL101後継のQE-QL103とQE-QL201後継のQE-QL202を発売。容量をアップ (2,700mAh→2,900mAh (QL103)、5,400mAh→5,800mAh (QL202)) し、USBコードをアタッチメント化して、使わないときはアタッチメントに直接コードを巻きつけるようにしたことで携帯時の収納がよりスマートになった。同年11月にはQE-QL202にディズニーデザイン限定モデル4種が設定された。
eneloop stick booster（エネループ スティックブースター）◆
USB出力付ハンディ電源。2010年1月発売。KBC-D1AS。当初は2009年12月発売予定だったが、諸般の都合で発売が延期になっていた。長さ142mm、直径18mm、重量約22g（本体のみ）の軽量スティックタイプ。旅行先や出張先でのUSB対応モバイル機器への充電が可能。単3形「eneloop」2本を使うため、繰り返し充電ができ、使えなくなっても電池交換ができる。ただし、出力専用のため、「eneloop」を充電するための充電器が別途必要になる。
2010年10月にはXperia等へマイクロUSB端子経由で充電できるマイクロUSB用アタッチメントを同梱したKBC-D1BSを発売。2011年11月には第3世代「eneloop」を同梱したKBC-D1DSを発売した。
生産終了後、2012年5月にパナソニックからUSBモバイル電源が発売され、KBC-D1DS後継となる出力専用スティック型タイプQE-QV201がラインナップされた。異なるのは本体に「Panasonic」ロゴと品番名が記されたこと、付属の電池が「eneloop」から電池容量が大きい「充電式EVOLTA (HHR-3MWS)」に変更、カラーバリエーションがホワイト、ブルー、ピンクの3色展開（KBC-D1DSはホワイトのみ）になった点である。なお、付属品と電池容量が同一の第4世代「eneloop (BK-3MCC)」にも使用可能である（容量が1,900mAh～2,000mAhのパナソニック製単3形ニッケル水素電池であれば使用可能なため）。
eneloop music booster（エネループ ミュージックブースター）
DC9V音楽用バッテリー。2010年3月4日発売。高容量リチウムイオン電池を内蔵しており、AC電源の無い所でも使える上、充電して繰り返し使えるため、特にプロユースで大量になる使用済み乾電池の削減と電池交換の手間の削減に貢献する。また、9V出力端子を2つ搭載しているため、9V入力仕様の各種音楽機器へ2系統の同時接続も可能である。また、昇圧回路を内蔵しており、容量が無くなる直前まで一定の電圧をキープするため、安定した音質が長時間楽しめる。また、3段階の電池残量表示機能付でひと目で電池残量を確認できる他、機器側に電源スイッチが無い場合も考慮し、電源スイッチを搭載。バッテリー側で一括ON・OFFができる。また、IPX3相当の防水性能もある。
eneloop bike（エネループ バイク）
電動ハイブリッド自転車。2009年2月発売。2008年12月施行の改正道路交通法による新基準にいち早く対応したモデルで、アシスト比率（人の力に対するモーターの力の比率）を最大1:2まで上げることができる「パワーアップモード」を搭載。さらに下り坂や減速時に後ブレーキレバーの操作に合わせてモーターから発電機に切り替えてバッテリーに補充電する「ブレーキ充電システム」と内蔵センサーが走行状況を検知・判断し、変化に合わせて快適走行と省エネ・充電走行を自動制御する「オートモード」を組み合わせた「ループチャージ」を搭載。また、前輪をモーター駆動で発進させることで二輪駆動自転車にし安定した走行を実現する「両輪駆動方式」を採用している。パナソニックブランドへの統合に伴い、全機種の製造を終了した。
パナソニックブランドではグループ会社のパナソニック サイクルテックを通じて「ループチャージ」と両輪駆動方式を備えた「ビビチャージ」シリーズが発売されており、「eneloop bike」の実質的な代替製品である。現行の「ビビチャージ」シリーズでは、「オートモード」は「エコナビ機能」となり、既存の「ブレーキ充電」に加え、ブレーキ操作に関係なく下り坂で補充電（「オートマチック」モード、「平地充電」モード設定時）したり、平地で走行に妨げない程度の軽い負荷で補充電（「平地充電」モード設定時）することも可能である。

## 小学校での利用
「三洋電機の環境教育 小学校ENERGY EVOLUTION PROJECT」と題した、環境教育を行っており、その教材としてeneloopが利用されている。小学生たちに地球環境の大切さを教える目的で、三洋電機は全国の小学校にeneloopと充電器を寄贈する取り組みを進めている。

## その他
NTTドコモが発売する「FOMA 補助充電アダプタ 01/02/03」および「ポケットチャージャー 01/02/03」には、「Powered by eneloop」のロゴが表記されている（ただし「FOMA 補助充電アダプタ 01」のうち、旧ドコモロゴのロットを除く）。いずれも製造元は三洋電機である。なお「ポケットチャージャー 02/03」はQi規格に対応している。
事実上、上記「ポケットチャージャー 02」のau版にあたる「ポータブル充電器02」（FDKトワイセル→FDK製）にも、同様に「Powered by eneloop」のロゴが表記されている（ちなみに「ポータブル充電器01」は、当時の松下電池工業製であるため、eneloopと直接の関連はない）。ただし「ポータブル充電器02」はQi規格に対応していない。
かつてイオンのプライベートブランドである「トップバリュ 共環宣言」の充電池がエネループのOEMで互換性があった。のちの「eneloop lite」に近い仕様で容量と最大充電回数に違いがあったが、併用が可能である。